# Luis Mansilla Vidal
Luis Mansilla Vidal (1853 - 1938) fue un escritor y sacerdote chileno originario de la ciudad de Dalcahue, en el archipiélago de Chiloé. Destacó como misionero del pueblo mapuche, así como también como genealogista del sur de Chile, especialmente por su obra Relación genealógica de varias familias de Chiloé (1914).

## Biografía
Luis Mansilla nació en la ciudad de Dalcahue, provincia de Chiloé, en 1853, siendo hijo de José Antonio Mansilla y de Francisca Vidal. Cursó estudios en un establecimiento de la orden franciscana en la ciudad de Castro, y en 1873 ingresó al Convento de Osorno para recibir formación religiosa, donde se recibió como sacerdote el Año 1879.

### Carrera sacerdotal
A partir del año 1881 inicia su trabajo misionero en el territorio de la Araucanía, que por entonces estaba en pleno proceso de incorporación al Estado chileno. Durante este periodo, funda una misión religiosa de Cholchol y otra en Cañete, donde encabezó la construcción de un convento. Por esta labor, en 1899 se le nombra prefecto de misiones, abarcando territorios entre las actuales provincias de Arauco, Malleco y Cautín. Posteriormente continuaría su labor religiosa como guardián de los conventos de Ancud, Angol, Osorno, Traiguén y Castro.

### Carrera literaria
Durante su estadía en Ancud y Castro se dedica a la investigación genealógica de las familias de Chiloé, publicando en 1914 una primera versión de su obra Relación genealógica de varias familias de Chiloé, la que seguiría aumentando en volumen en los años siguientes hasta una última versión en 1927 titulada Relación genealógica de varias familias chiloensis. Esta obra la dedicaría al general argentino Lucio V. Mansilla Rozas.
Junto a su labor como genealogista, en 1904 publicó el libro "Las misiones franciscanas en la Araucanía", sobre su experiencia como misionero en territorio mapuche, siendo el primero de varios libros que dedica al tema.

### Últimos años
Dedica sus últimos años a escribir sus impresiones sobre el rol de las misiones franciscanas en la Araucanía, de las que fue partícipe en las décadas anteriores. Finalmente fallece en 1938 a la edad de 85 años.

Sobre su legado, Virgilio Figueroa señalaría:
Muchos años transcurrirán y muchos robles de las montañas seculares de la Araucanía rodarán al abismo, y el nombre del padre Mansilla, el evangelizador de la indómita raza de Ercilla, se mantendrá inalterable e inmoble en la memoria de los ancianos de aquella región y en los capítulos guardianales de la orden franciscana de Chile.

## Obras
- Las misiones franciscanas en la Araucanía (1904)[3]
- Relación genealógica de varias familias de Chiloé (1914)[2]
  - Relación genealógica de varias familias chiloensis (1927)[4]
- Las misiones franciscanas y el importantísimo rol que han desempeñado en la civilización y pacificación de la araucanía (1930)[5]
- Impresiones de viaje : De Osorno a Angol, con relación a la fundación del Colegio de Castro y Conventos pertenecientes a él (1933)[6]